# Demonax mali
Demonax mali är en skalbaggsart som beskrevs av J. Linsley Gressitt 1951. Demonax mali ingår i släktet Demonax och familjen långhorningar. Inga underarter finns listade i Catalogue of Life.